# Bach, Lot
Bach är en kommun i departementet Lot i regionen Occitanien i södra Frankrike. Kommunen ligger i kantonen Lalbenque som tillhör arrondissementet Cahors. År 2022 hade Bach 207 invånare.

## Befolkningsutveckling
Antalet invånare i kommunen Bach
| Referens: INSEE |